# دانيال دتون (كاتبة)
دانيال دتون (بالإنجليزية: Danielle Dutton)‏ هي كاتِبة أمريكية، ولدت في 18 أكتوبر 1975.